# Cristo e la Vergine in gloria
La Dormitio Virginis è un affresco (circa 350x320 cm) di Cimabue e aiuti, databile attorno al 1277-1283 circa e conservato nell'abside della basilica superiore di San Francesco di Assisi. 

## Storia
La datazione degli affreschi di Cimabue è piuttosto discorde, sebbene negli studi più recenti si sia assestata a un periodo tra il 1277, anno dell'elezione al soglio pontificio di Niccolò III e il 1283 circa. Le storie mariane, nell'abside, sono in genere ritenute tra le prime decorazioni della basilica superiore.
Gli affreschi di Cimabue sono in generale in condizioni mediocri o pessime. Le storie del coro sono inoltre coperte per circa un terzo dagli scranni lignei quattrocenteschi. 

## Descrizione e stile
L'affresco mostra Cristo e Maria in paradiso che siedono sullo stesso trono, simboleggiando l'unione di Gesù con la sua Chiesa, circondati da ordinate file di angeli e santi che si ritrovano, molto simili, anche nelle vicine scene della Dormitio e dell'Assunzione della Vergine. Dall'alto ci sono infatti, secondo una gerarchia decrescente, gli angeli, seguiti poi nella fila sottostante dai patriarchi, poi dai martiri, dai confessori, dagli apostoli, e in basso a sinistra, dai francescani accovacciati in preghiera. 
Spettacolare è la massa del trono, decorato da rocchi che si ritrovano nelle celebri Maestà di Cimabue e negli scranni degli Evangelisti nella volta: si tratta di un motivo probabilmente derivato dalla miniatura. I decori di matrice vegetale si incontrano invece in vari partiti decorativi del transetto. I braccioli hanno una prospettiva convergente intuitiva, così come l'emiciclo alla base, straordinariamente simile a quello della successiva Madonna di Santa Trinita, mentre la pedana a gradini su cui Cristo e Maria poggiano i piedi è ancora in tralice, come nella Maestà di Assisi e la Maestà del Louvre: ciò sembra confermare la datazione degli affreschi a una fase intermedia tra il 1280 e il 1285. Un drappo sta appeso sulla spalliera: tracce di colore di permettono di immaginarle la decorazione un tempo sontuosa.
I piedi di Cristo appaiono poggiati con una naturalezza più che mai evidente, soprattutto se li si confronta alla divaricazione più calcata nei Crocifissi di Arezzo e di Santa Croce. Il panneggio di Cristo è fluido e levigato, come nella scultura su avorio, mentre quello di Maria è ravvivato da un prezioso ricamo. Inusitatamente dolce, per Cimabue, appare il volto di Cristo: forse fu realizzato da un aiuto.
Anche in questa scena l'ossidazione della biacca ha prodotto in alcuni punti zone scure dove un tempo dovevavo essere chiare, con un effetto simile a quello di un negativo fotografico. Ribaltando la colorazione di queste parti si ottiene un'immagine che doveva assomigliare all'aspetto originario delle pitture, pur con i dovuti distinguo.